# Veiros (Estremoz)
Veiros es una freguesia portuguesa del concelho de Estremoz, con 39,72 km² de superficie y 1036 habitantes (2011). Su densidad de población es de 26,1 hab/km².